# Папирус Херста
Папирус Херста (англ. Hearst papyrus) или Медицинский папирус Херста (англ. Hearst Medical Papyrus) — древнеегипетский медицинский папирус, составленный во времена XVIII династии Египта, примерно во времена фараона Тутмоса III.

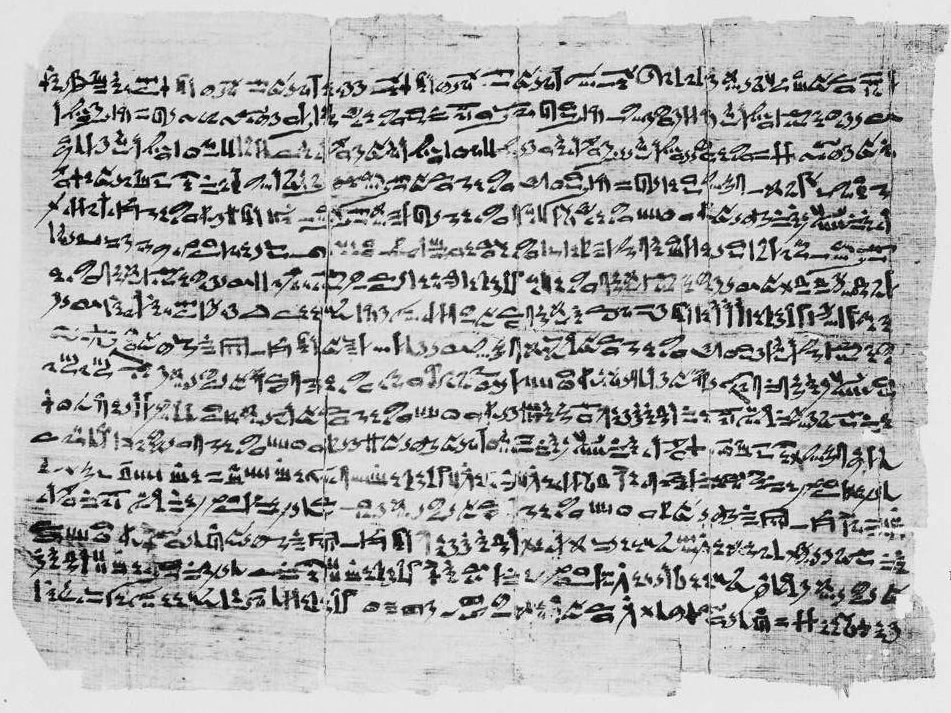
Папирус Херста

Папирус состоит из 18 страниц медицинских рецептов, написанных иератическим египетским письмом и посвященных лечению проблем связанных с мочевой системой, кровью, волосами и укусами.
Был обнаружен в 1901 году во время Херстской экспедиции Калифорнийского университета (1899—1905), исследовавшей под руководством Джорджа Рейснера захоронения вокруг Коптоса. Был назван в честь матери магната Уильяма Херста, спонсировавшего экспедицию. Опубликован Рейснером в 1905 году.
Рукопись хранится в Калифорнийском университете в Беркли.